# Heaven and Hell (album Vangelisa)
Heaven and Hell – wydany w 1975 roku drugi solowy album greckiego muzyka i kompozytora Vangelisa.

## Lista utworów
1. Heaven and Hell (część pierwsza) – 22:05
- Bacchanale – 4:40
- Symphony to the powers b – 8:18
- Movement 3 – 4:03
- So long ago, so clear – 4:58

2. Heaven and Hell (część druga) – 21:20
- Intestinal Bat – 3:18
- Needles and Bones – 3:22
- 12 o'clock – 8:48
- Aries – 2:05
- A Way – 3:45